# Охрома
Охро́ма, или ба́льса, ба́льза, ба́льзовое де́рево (лат. Ochroma), — монотипный род деревьев из подсемейства Бомбаксовые (Bombacoideae) семейства Мальвовые (Malvaceae). Включает единственный неотропический вид охрома пирамидальная (Ochroma pyramidale).
Источник ценной древесины, в сухом виде чрезвычайно мягкой и лёгкой.

## Название
Научное родовое название происходит от др.-греч. ὤχρωμα — бледность (от др.-греч. ωχρός — желтоватый, бледный); вероятно, по окраске цветов.
Тривиальное название пришло из испанского от исп. balsa — «плот».

## Биологическое описание
Дерево 10—30 м высотой и до 1,5 м в диаметре ствола; быстро растёт, к 5 годам достигая зрелости. Кора гладкая, тёмно-серая. Иногда формирует некрупные, но протяжённые досковидные корни. 

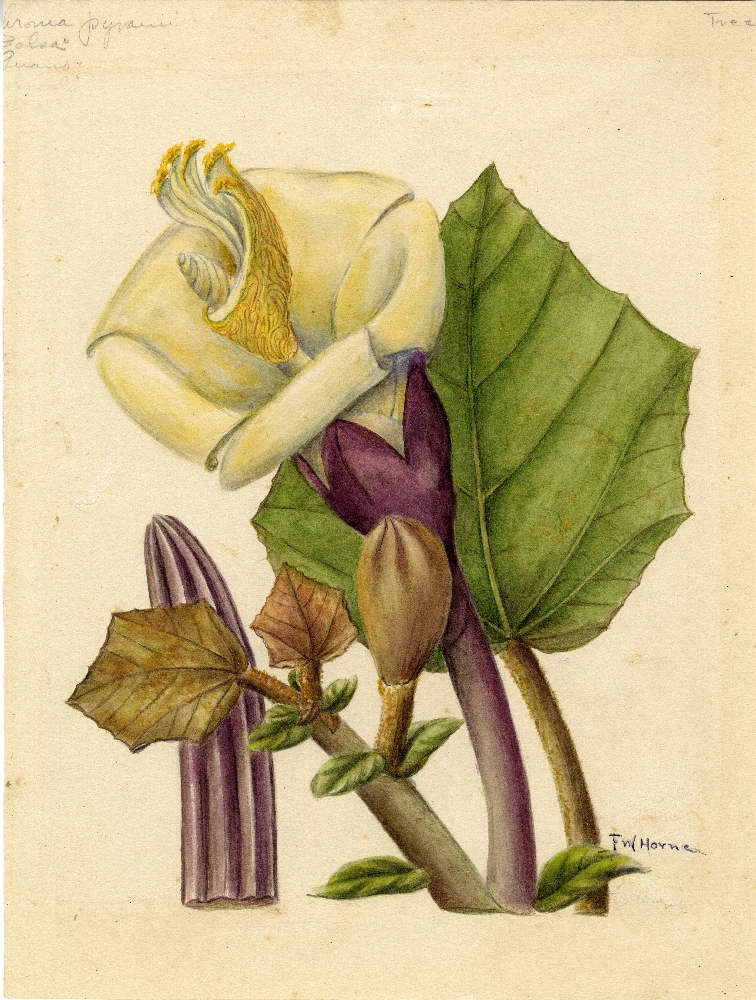
Бальса пирамидальная
(ботаническая иллюстрация Ф. У. Хорна из Flora Borinqueña)

Крупные деревья имеют очень прочную и лёгкую древесину, средняя сухая плотность которой варьирует от 60 до 380 кг/м³ (например, у берёзы сухая плотность составляет примерно 600 кг/м³, а у северной ели сухая плотность составляет 400 кг/м³). Плотность и физико-механические свойства древесины бальсы очень неоднородны. В свежесрубленном виде вревесина содержит до 95 % воды, она очень тяжёлая, однако быстро теряет воду после валки дерева и сушки. В кряже у комля и в ядре древесина плотная и довольно крепкая, плотность может доходить до 0,3 г/см³, молодая заболонь очень лёгкая, с плотностью 0,1 г/см³. Соответственно, с плотностью меняется и прочность.
Листья супротивные, собраны на концах ветвей; листовая пластинка простая, обратносердцевидной формы, от цельной до 3—5-лопастной, коротко опушённая, снизу серо-зелёная с коричневым опушением вдоль жилок, 9—40 см длиной и 8—35 см шириной; черешки от 3 до 40 см длиной. Прилистники около 1,5 см длиной и 1 см шириной.

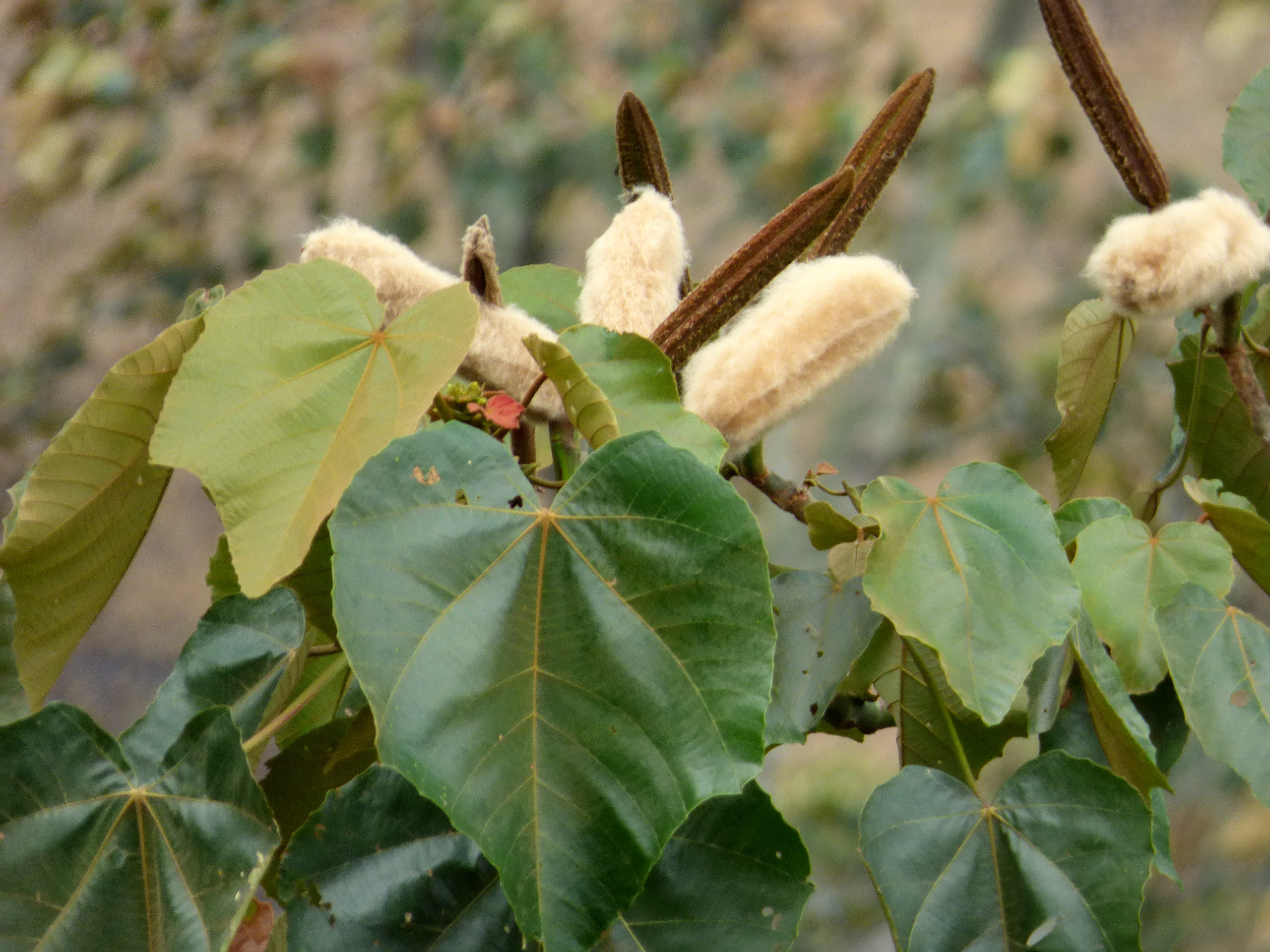
Раскрывающиеся плоды (видны тончайшие волоски — капок, в которые погружены семена)

Цветки актиноморфные, до 20 см в диаметре, на цветоножках 4—11 см длиной и 0,6—1 см в диаметре; аромат напоминает сырую тыкву. Чашечка тёмно-зелёно-коричневая, рассеянно-опушённая снаружи и шелковисто-ворсинчатая внутри, 8—12 см длиной, охватывает трубку воронковидного венчика. Лепестки кремово-белые, до 15 см длиной и 5 см шириной, завёрнуты назад. Тычиночная колонка булавовидная, до 12 см длины.
Плод— сухая зелёная веретеновидная пятистворчатая коробочка, в поперечном разрезе имеющая форму звезды; до 25 см длиной и 2 см шириной, содержит множество семян длиной 5 мм, окружённых светло-коричневым капоком (волокно плодов бомбаксовых).
Цветение с ноября по январь.

## Распространение
Родина бальсы — тропики Латинской Америки от юга Мексики до Боливии.

## Экология
Обычный представитель вторичных дождевых лесов неотропиков и речных пойм сезонных лесов; на высотах до 1200 м над уровнем моря. Часто встречается в нарушенных биотопах, вдоль дорог. Один из пионерных видов.

## Использование

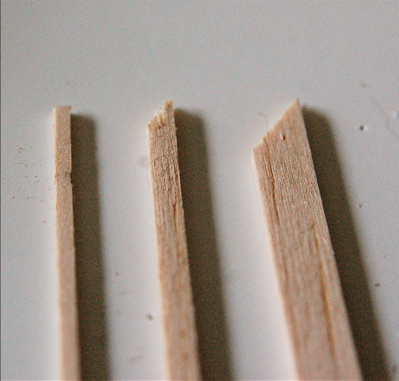
Бруски бальзы разных размеров

Бальса имеет очень лёгкую древесину (в высушенном состоянии легче пробки) и её чрезвычайно просто обрабатывать. При одном и том же весе конструкции из бальсы получаются более жёсткими, чем, например, из сосны. Данные уникальные свойства древесины бальсы были известны с древности; так, инки выдалбливали из неё каноэ и делали плоты, на которых совершали длительные походы.
Из этого дерева был построен знаменитый плот «Кон-Тики», на котором норвежский путешественник Тур Хейердал со своей командой совершил путешествие через Тихий океан к островам Полинезии.
Древесину бальсы широко используют в моделизме, в среде моделистов данную древесину обычно называют бальзой, под таким названием она обычно и упоминается в литературе на тему моделирования. Для обработки бальсы применяется специальный инструмент, имеющий малый угол заострения и тонкое лезвие. Бальса плохо поддаётся окрашиванию различными лаками и красками, удовлетворительно — водными красителями и спиртовыми протравами. Волокна бальсы очень слабые, легко сминаются, а от воды набухают.

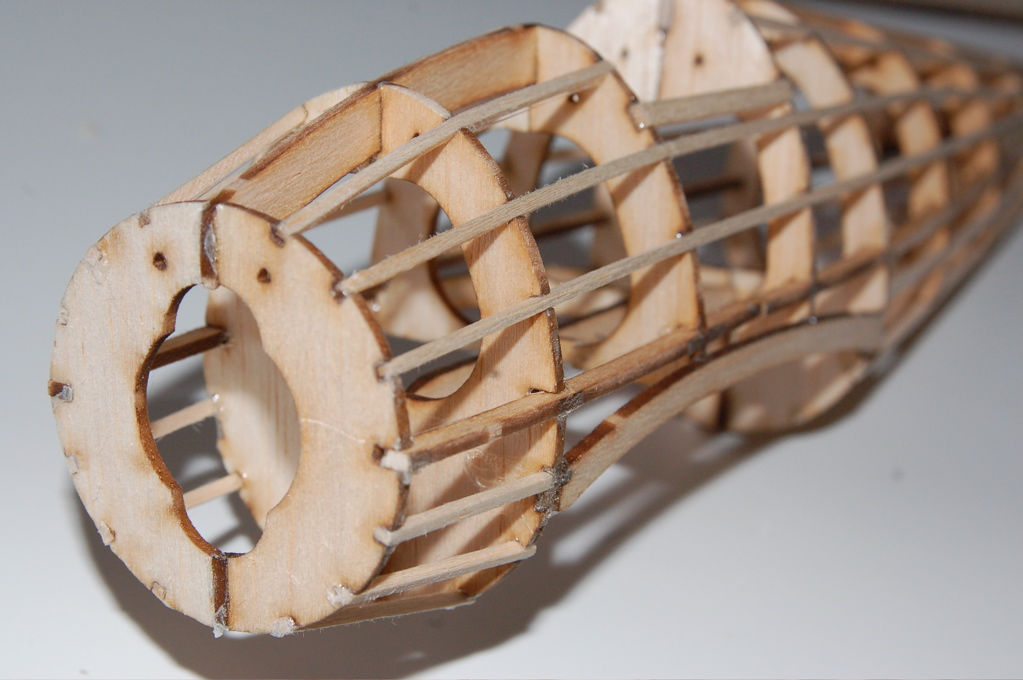
Каркас планера модели самолёта из бальсы

В настоящее время древесина бальзы имеет важное хозяйственное значение. Используется при строительных и отделочных работах, в машиностроении (в том числе в самолётостроении и для постройки военных судов) для тепло-, звуко- и виброизоляции, применяют при изготовлении оборудования для спасения на водах, поплавков и бакенов, рыболовных приманок (воблеров), декораций и макетов. Древесина используется для высококачественных досок для сёрфинга и ракеток для настольного тенниса.
Бальса использовалась в конструкции британского скоростного бомбардировщика «Москито» периода Второй мировой войны. Бальсовые панели, оклеенные фанерой, радикально уменьшали необходимость в использовании металлических подкрепляющих деталей, дефицитных во время войны. Также существовал вариант оклейки бальсы алюминиевыми листами. Подобное решение привело после войны к созданию современных слоистых сэндвич-панелей, получивших широчайшее распространение в авиации, с заменой бальсы на другие материалы — алюминиевые и углепластиковые соты.
Сердцевина из бальсы (англ. balsa core) широко используется в изготовлении стеклопластиковых композитных корпусов кораблей и яхт и, как и в авиации, была первым массово применяемым материалом-«наполнителем» сэндвич-панелей, определившим развитие композитных технологий в целом. Таким способом построена надстройка новейших американских эсминцев USS Zumwalt (DDG-1000).
Исследователи из Швеции разработали и испытали первые в мире деревянные транзисторы из бальсы. Команды ученых из Линчёпингского университета и Королевского технологического института в Стокгольме опубликовали статью под названием «Модуляция электрического тока в древесных электрохимических транзисторах», в которой описан WECT (Wood electrochemical transistor) — древесный электрохимический транзистор.
Волоски плодов бальсы (капок) используются для изготовления грубой ткани и как набивочный материал для подушек, матрацев и мягкой мебели.

## Классификация

### Таксономия
Ochroma pyramidale (Cav. ex Lam.) Urb., 1920; Repert. Spec. Nov. Regni Veg. Beih. 5: 123.
Вид охрома пирамидальная, или бальса пирамидальная входит в род Бальса (Ochroma) подсемейства Бомбаксовые (Bombacoiodeae) семейства Мальвовые (Malvaceae) порядка Мальвоцветные (Malvales).

### Синонимы

#### Гомотипные
- Bombax pyramidale Cav. ex Lam.

#### Гетеротипные
- Bombax angulata Sessé & Moc.
- Bombax angulatum Sessé & Moc.
- Bombax pyramidatum Steud.
- Ochroma bicolor Rowlee
- Ochroma bolivianum Rowlee
- Ochroma concolor Rowlee
- Ochroma grandiflora Rowlee
- Ochroma lagopus Sw. basionym
- Ochroma limonense Rowlee
- Ochroma limonensis Rowlee
- Ochroma obtusa Rowlee
- Ochroma obtusum Rowlee
- Ochroma peruvianum I.M.Johnst.
- Ochroma tomentosum Humb. & Bonpl. ex Willd.
- Ochroma velutina Rowlee